# 石橋、薪を焚べる
『石橋、薪を焚べる』（いしばし、まきをくべる）は、フジテレビ及び一部フジテレビ系列局で2020年4月8日から2021年3月24日まで毎週水曜日 0:25 - 0:55（火曜日深夜・JST）に放送されていたトークバラエティ番組。とんねるず・石橋貴明の冠番組。

## 概要
2年間にわたって放送された『石橋貴明のたいむとんねる』に代わる、とんねるず・石橋貴明のMCによるトークバラエティ番組。
文化人、ミュージシャン、タレント、アスリートなど、業界のジャンルを問わず、石橋が毎回「ちょっと話してみたいゲスト」を迎え、焚き火を目の前にじっくりと語り合うトークを展開する。
2021年3月24日の放送をもって最終回を迎え、約1年間の放送の歴史に幕を下ろした。これに伴い、石橋にとって1983年開始の『オールナイトフジ』から番組を替えながら約38年間続いてきたフジテレビのレギュラー番組シリーズに終止符を打つことになった。

## 出演者
- MC
  - 石橋貴明（とんねるず）
- 文化人、タレント、アスリート他[3]

## スタッフ
- 構成：遠藤察男
- 作家：酒井健作、仲内力也
- VE：小貫毅
- スタイリスト：倉科裕子
- ヘアメイク：尚司芳和
- 衣裳：中山薫
- メイク：門脇直也
- 編集：中野浩希
- MA：吉松洸夢
- CG：松下剛士
- 音響効果：松下俊彦
- 編成企画：佐藤未郷（フジテレビ）
- 広報：佐々木順子（フジテレビ）
- ホームページ：末吉あずさ（フジテレビ）
- 制作進行：内田和之
- 制作スタッフ：棚橋廉、吉田莉穂
- アソシエイトプロデューサー：澤田和平、大久保恵司
- ディレクター：畑川渉、稲垣知宏、菱田啓介
- 演出：長山孝太郎
- プロデューサー：関卓也
- 協力：Arrival、snow peak、Columbia
- 制作協力：K-ten
- 制作：フジテレビ
- 制作著作：共テレ

## ネット局と放送時間
| 放送対象地域   | 放送局                    | 放送期間        | 放送時間（JST）              | ネット状況 | 備考                |
| -------------- | ------------------------- | --------------- | ---------------------------- | ---------- | ------------------- |
| 関東広域圏     | フジテレビ（CX）          | 2020年4月8日 -  | 水曜 0:25 - 0:55（火曜深夜） | 【制作局】 |                     |
| 福島県         | 福島テレビ（FTV）         | 2020年4月8日 -  | 水曜 0:25 - 0:55（火曜深夜） | 同時ネット |                     |
| 愛媛県         | テレビ愛媛（EBC）         | 2020年4月16日 - | 木曜 0:25 - 0:55（水曜深夜） | 遅れネット |                     |
| 秋田県         | 秋田テレビ（AKT）         | 2020年4月17日 - | 金曜 1:50 - 2:20（木曜深夜） | 遅れネット |                     |
| 熊本県         | テレビ熊本（TKU）         | 2020年4月19日 - | 日曜 1:30 - 2:00（土曜深夜） | 遅れネット | [ 注 15 ]           |
| 島根県・鳥取県 | さんいん中央テレビ（TSK） | 2020年4月20日 - | 月曜 1:25 - 1:55（日曜深夜） | 遅れネット |                     |
| 広島県         | テレビ新広島（TSS）       | 2020年4月22日 - | 水曜 0:25 - 0:55（火曜深夜） | 遅れネット | [ 注 16 ] [ 注 17 ] |
| 石川県         | 石川テレビ（ITC）         | 2020年4月24日 - | 金曜 1:01 - 1:30（木曜深夜） | 遅れネット |                     |
| 静岡県         | テレビ静岡（SUT）         | 2020年4月26日 - | 水曜 1:00 - 1:30（火曜深夜） | 遅れネット | [ 注 18 ]           |
| 長崎県         | テレビ長崎（KTN）         | 2020年5月7日 -  | 木曜 1:00 - 1:30（水曜深夜） | 遅れネット |                     |